# アルメニア関係記事の一覧
アルメニア関係記事の一覧（アルメニアかんけいきじのいちらん）
アルメニアに関係する記事を一覧する。
- アルメニア出身の人物については、アルメニア人の一覧を参照。

## あ行
- アケメネス朝 - 紀元前6世紀頃よりアルメニアを支配
- アゼルバイジャン - アルメニアの隣国
- アラガツォトゥン地方
- アラシュケルトFC - サッカークラブチーム
- アラス川
- アララト (ブランデー) - 酒
- アララト山 - トルコの火山。アルメニアやイランとの国境近くにある
- アララト地方
- アルツァフ共和国 - ナゴルノ・カラバフ地方とその周辺を実効支配する未承認国家。アルメニアの傀儡政権とされる
- アルツヴァシェン - アゼルバイジャンに囲まれている、アルメニアの飛び地
- アルマヴィル地方
- アルメニア・インデペンデンスカップ - ソ連から独立後の1992年創設のサッカーのカップ戦
- アルメニア王国 - 紀元前2世紀から5世紀前半まで存在した国家
- アルメニア解放秘密軍 - 極左テロ組織
- アルメニア革命連盟 - 政党
- アルメニア議会銃撃事件 - 1999年のテロ事件
- アルメニア使徒教会 - 非カルケドン派正教会に属する。アルメニア使徒正教会、アルメニア正教会とも
- アルメニア狂詩曲 (イッポリトフ＝イワノフ) - 管弦楽曲
- アルメニア狂詩曲第1番 (コミタス) - 吹奏楽用楽曲
- アルメニア共和国軍 - 軍事
- アルメニア共和国憲法（英語版）
- アルメニア共和党 - 政党
- アルメニア空軍 - 軍事
- アルメニア系アメリカ人 - 民族
- アルメニア語
- アルメニア国立美術館
- アルメニア国民憲法（英語版） - オスマン帝国時代の文書
- アルメニアサッカー連盟
- アルメニア地震 (1988年) - 1988年に発生した地震。スピタク地震とも
- アルメニア慈善協会（英語版） - アルメニアの協会の一つ。国際的な団体として設立されており、スポーツ団体としての役割も担っている。略称「AGBU」
- アルメニア人
  - アルメニア人虐殺 - 19世紀末から20世紀初頭にかけてアルメニア人の多くが虐殺などで死亡した事件
  - アルメニア人大量殺戮報復部隊 - 極左テロ組織
  - アルメニア人の一覧
  - アルメニア人のディアスポラ - 民族の離散状態
- アルメニア神話
  - 神々／英雄：アストヒク、アナヒット、アラマズド、ヴァハグン／美麗王アラ、ハイク・ナハペト／アル (悪魔)
- アルメニア・スーパーカップ - サッカーのスーパーカップ
- アルメニア全国民運動
- アルメニア属州
- アルメニア・ソビエト社会主義共和国
- アルメニア第一共和国
- アルメニアのイスラム教
- アルメニアの歌 - アルメニア人が歌ったりアルメニア語で歌われている楽曲
- アルメニアの映画
- アルメニアの行政区画
- アルメニアの国章
- アルメニアの国旗
- アルメニアの国歌
- アルメニアの首相
- アルメニアの政党
- アルメニアの世界遺産
- アルメニアの大統領一覧
- アルメニアの道路標識（英語版）
- アルメニアの都市の一覧
- アルメニアの副首相
- アルメニアの副大統領
- アルメニアのユーロビジョン・ソング・コンテスト
- アルメニアの歴史
- アルメニア・フィルハーモニー管弦楽団
- アルメニア・プレミアリーグ - サッカーの1部リーグ
- アルメニア文字
- アルメニア陸軍 - 軍事
- アルメニアン・ダンス (リード) - アルフレッド・リードの楽曲
- イランのアルメニア人修道院建造物群
- ウラルトゥ - 紀元前9世紀頃から紀元前6世紀までアナトリアに存在した王国
- ウリセスFC - サッカークラブチーム
- エチミアジンの大聖堂と教会群ならびにズヴァルトノツの考古遺跡 - 世界遺産
- エレバン - 首都
- エレバン音楽院 - 音楽大学
- エレバン地下鉄
- オスマン帝国

## か行
- カザン (調理器具)
- カスピ海
- ギュムリ - 都市
- キリスト教
- クナーファ - 菓子
- ゲガルクニク地方
- ゲガルド修道院とアザト川上流域 - 世界遺産
- コーカサス
  - 北コーカサス
  - 南コーカサス
- コーカサス山脈
  - 小コーカサス山脈
  - 大コーカサス山脈
- コタイク地方
- ゴリス
- ゴレスターン条約

## さ行
- ザカフカーズ軍管区 - ソ連軍の軍管区。1921年にアルメニアなどの国々がソビエトへ編入されたのが起源
- サッカーアルメニア代表
  - サッカーアルメニア女子代表
- サッカーアルツァフ共和国代表
- サナイン修道院 - 世界遺産
- 山岳アルメニア共和国
- 集団安全保障条約 - 軍事同盟の一つ。略称はCSTO
- ジュニア・ユーロビジョン・ソング・コンテスト2011 - エレバンで開催
- シュニク地方
- シラク地方
- ズヴァルトノッツ国際空港
- セヴァン湖
- ソビエト連邦 - 前身の一つのアルメニア・ソビエト社会主義共和国はこの連邦国家の構成共和国であった
  - ソビエト連邦の崩壊

## た行
- 第三次ミトリダテス戦争
- 第102軍事基地 (ロシア陸軍) - アルメニアに駐留するロシア陸軍の基地
- タヴシュ地方
- ティムール
- ティムール朝

## な行
- ナゴルノ・カラバフ - 隣国アゼルバイジャン西部の地域。アルメニア人が多数居住している
  - ナゴルノ・カラバフ国防軍 - ナゴルノ・カラバフの軍隊
  - ナゴルノ・カラバフ自治州 - アゼルバイジャンに1923年から1991年まで設置されていたアルメニア人自治州
- ナゴルノ・カラバフ戦争 - ナゴルノ・カラバフ自治州を巡る、アルメニアとアゼルバイジャンとの戦争
- 日本とアルメニアの関係

## は行
- バスブーサ - 菓子（ケーキ）
- ハフパット修道院 - 世界遺産
- ヴァヨツ・ゾル地方
- ピティ - スープ
- ヴァン - トルコ共和国東部の都市
  - ヴァン攻囲戦 - 第一次世界大戦中の戦闘。ヴァンのアルメニア人革命とも
- 東ローマ帝国
- ヘムシン人 - トルコ東部に住む、アルメニア語を話す少数民族
- ホジャリ大虐殺 - 大量虐殺事件。ナゴルノ・カラバフ戦争中の1992年に発生した事件で、現在も同国とアゼルバイジャンにおける確執の要因となっている

## ま行
- マケドニア王朝 (東ローマ) - 867年から1057年にかけてこんにちのアルメニアを含む地域を支配
  - 皇帝：バシレイオス1世、バシレイオス2世
- マテナダラン - 古文書館
- ホメネテメン（英語版） - 同国の機関の一つ。スポーツ団体として設立されており、アルメニアにおける組織としては最大規模を誇っている

## ら行
- ラズダン・スタジアム - サッカー競技施設
- ロシア帝国
- ロリ地方

## わ行
- ワスゲン・サルキシャン・アンヴァン・ハンラペタカン・マルザダシ - サッカー競技施設
- ワルシャワ条約機構 - 冷戦期に前身であるアルメニア・ソビエト社会主義共和国（ソ連）が加盟していた。
  - ワルシャワ条約 (1955年)

## 記号・英数字
記号
- .am - 国別コードトップレベルドメイン

数字
- 2008年アルメニア大統領選挙（英語版）
- 2013年アルメニア大統領選挙（英語版）

A-Z
- FCアララト・エレバン - サッカークラブチーム
- FCシラク - サッカークラブチーム
- FCバナンツ - サッカークラブチーム
- FCピュニク・エレバン - サッカークラブチーム
- FCミカ - サッカークラブチーム
- GPU(国家政治保安部)
- ICAO空港コードの一覧/U#UD – アルメニア - ICAO空港コード
- KGB (ソ連国家保安委員会)
- NKVD (内務人民委員部)
- MENA - 広範囲で定義した場合に同国が含まれることがある
- NIS諸国